# Cerkev sv. Urbana, Destrnik
Cerkev sv. Urbana stoji v naselju Destrnik, že leta 1100 se omenja kapela pri sv. Urbanu, vendar je sedanja cerkev v osnovi gotska, ki je bila dograjena proti koncu 18. stoletja in vnovič obnovljena proti koncu 19. stoletja.
Cerkev sestavljajo tristrani prezbiterij z nadstropno zakristijo na južni strani, ladja z ohranjenim gotskim zvezdastim obokom, ki sloni na močno izsopajočimi stebri z visokimi bazami in geometričnimi konzolami, ter stranski ladji s polkrožno sklenjenima stranskima kapelama in na zahodni strani zvonik. V drugi polovici 18. stoletja so cerkev opremili s tremi novimi oltarji, veliki oltar posvečenemu sv. Urbanu, Marijin oltar v severni stranski kapeli in Križevim v južni stranski kapeli, figure v oltarjih so delo mariborskega kiparja J. Holzingerja. Cerkev krasijo še postbaročne in neogotske svetniške figure ter tehniki figuralne keramike izdelani figuri svetega Cirila in svetega Metoda iz leta 1900.